# Kittisak Rawangpa
Kittisak Rawangpa ou กิตติศักดิ์ ระวังป่า en thaï, né le 3 janvier 1975 à Rayong, est un footballeur thaïlandais.

## Biographie

### International
Il participe à la Coupe d'Asie 2000 avec la Thaïlande.

## Palmarès

### En club
- Bangkok Glass :
  - Vainqueur de la Coupe de Singapour en 2010.